# 榛名級護衛艦

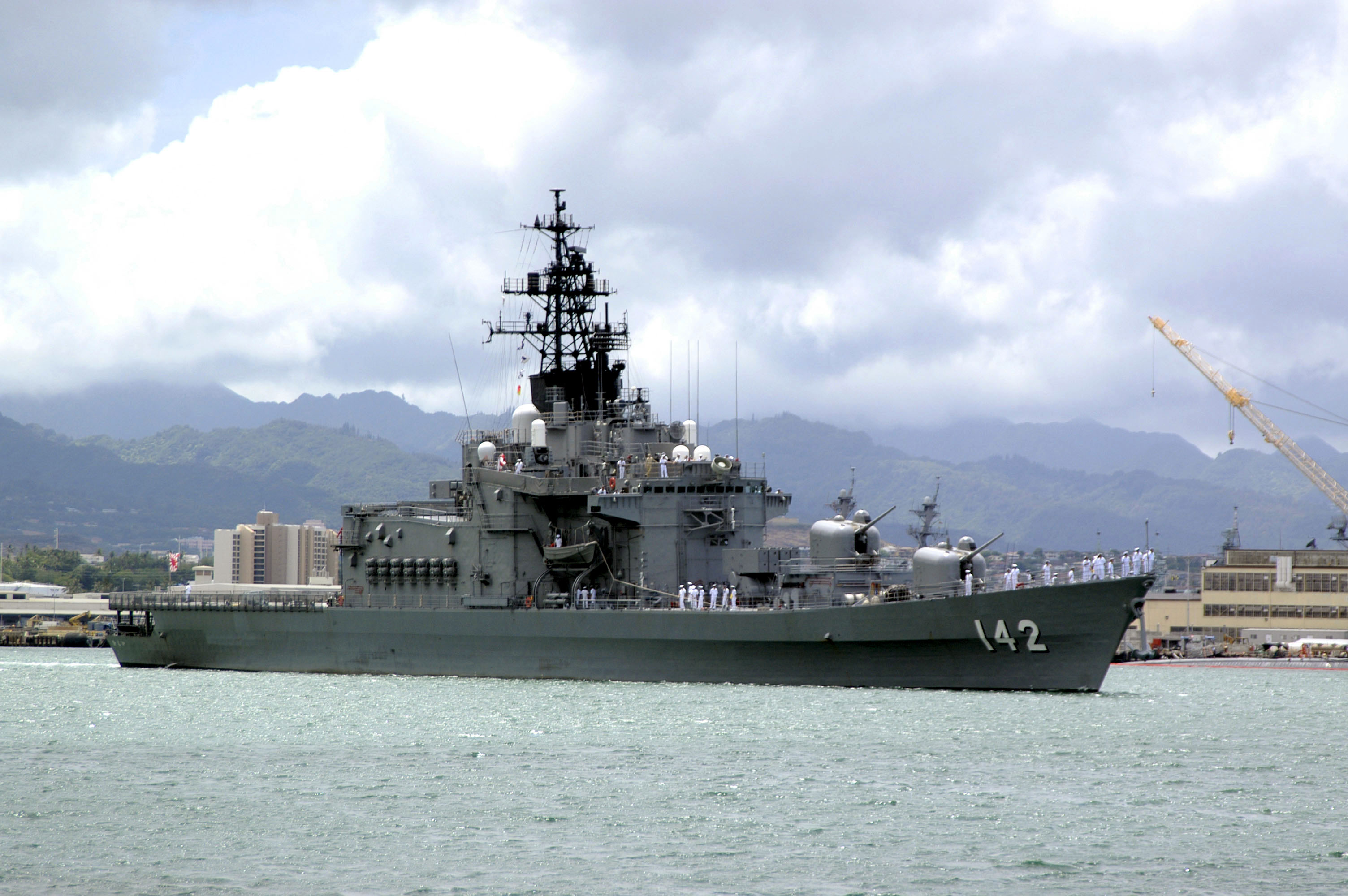
比叡號停泊於珍珠港內，攝於2006年環太平洋演習期間。

榛名級護衛艦（はるな型護衛艦）是日本海上自衛隊於1970年代建造、包含兩艘同級艦的大型直昇機護衛艦艦級，分別是榛名號（JS Haruna DDH-141）與比叡號（JS Hiei DDH-142），名稱繼承自太平洋戰爭時期的榛名號戰艦跟比叡號戰艦。相較於更之前與他國海軍驅逐艦同等的海上自衛隊護衛艦，榛名級配備有可以停放三架直升機的大型機庫，艦尾則是大面積的起降甲板，因此擁有較佳的反潛作戰能力。在進入1980年代後，兩艘榛名級船艦陸續進行了舰队重整与现代化改裝（Fleet Rehabilitation and Modernization, FRAM）工程，加裝海麻雀飛彈系統、方陣快砲和干擾絲發射器等設備。
兩艘榛名級護衛艦在後繼的白根級成軍之後仍繼續在海上自衛隊服役，直到2009年與2011年時才退役，將任務位置轉移給剛成軍的兩艘日向級新艦。

## 同級艦
DDH-141 榛名（はるな；Haruna）
- 建造：三菱重工業長崎造船所
- 起工：1970年3月19日
- 下水：1972年2月1日
- 竣工：1973年2月22日
- 所属：第3護衛隊群直轄艦
- 退役：2009年3月18日
- 艦名由来：榛名山

DDH-142 比叡（ひえい；Hiei）
- 建造：石川島播磨重工業
- 起工：1972年3月8日
- 進水：1973年8月13日
- 竣工：1974年11月27日
- 所属：第4護衛隊群直轄艦
- 退役：2011年3月16日
- 艦名由来：比叡山

## 外部連結
- GlobalSecurity.org; JMSDF DDH Shirane Class （页面存档备份，存于）